# Novo Brdo Mrežničko
Novo Brdo Mrežničko – wieś w Chorwacji, w żupanii karlowackiej, w mieście Duga Resa. W 2011 roku liczyła 119 mieszkańców.